# 드레스덴 공과대학교
드레스덴 공과대학교(Technische Universität Dresden, TU Dresden 혹은 TUD)는 독일 작센주 드레스덴에 위치한 공립대학교이다.
과거에는 공학 계열 학과만 존재하였으나 현재는 인문 사회 계열의 학과도 존재한다. 독일 공대 연합체인 TU9에 소속되어있다. 독일 연구협회 주관 우수대학육성정책에서 3개 분야를 완수하였다.

## 같이 보기
- 드레스덴 선언